# Liga Concacaf 2019
La Liga Concacaf 2019, denominada oficialmente Liga Concacaf Scotiabank por motivos de patrocinio, fue la 3.ª edición de la Liga Concacaf, una competencia de clubes de fútbol para América Central, las Antillas y Canadá organizada por la Concacaf, el órgano rector regional de América del Norte, América Central y el Caribe. El campeón actual es el Deportivo Saprissa de Costa Rica.
El torneo fue expandido de 16 a 22 equipos para la edición 2019. Cinco equipos de Centroamérica, que anteriormente calificaban directamente a la Liga de Campeones de la Concacaf, ahora entraron en la Liga Concacaf, mientras que un equipo canadiense, el campeón de la Canadian Premier League, también entró, aumentando los equipos totales de 31 a 32. En total, seis equipos calificaron desde la Liga Concacaf a la Liga de Campeones de la Concacaf, el club campeón y los otros mejores 5 equipos de la clasificación general.

## Sistema de competición

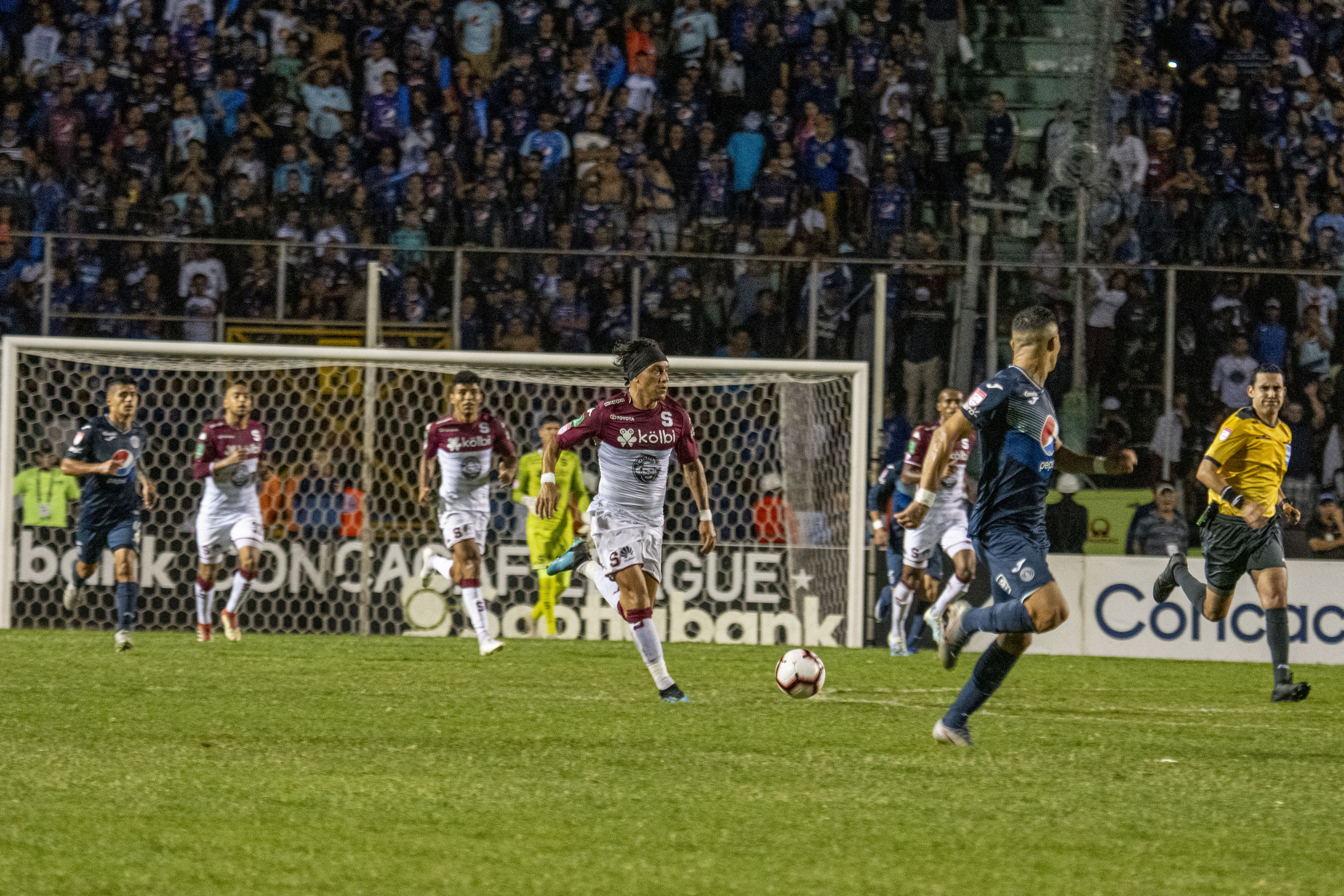

Participaron los primeros, segundos y terceros mejor ubicados en los certámenes locales de Costa Rica, El Salvador, Guatemala, Honduras y Panamá; los dos mejores equipos de Nicaragua; el campeón de Belice, el campeón de la Premier League de Canadá y el segundo y tercer lugar del Campeonato de Clubes de la CFU y el ganador del playoff entre el cuarto lugar del Caribe y el campeón del CONCACAF Caribbean Club Shield 2019 para un total de 22 equipos.
Teniendo dos países nuevos con participantes permanentes, exactamente son Guatemala y Canadá, 3 por el país centroamericano y 1 por el país de Norteamérica.
Se utilizó el sistema de rondas eliminatorias, desde octavos de final hasta llegar a la final, todas en formato ida y vuelta. En las rondas de octavos de final hasta semifinales se utilizó la regla del gol de visitante, la cual determina que el equipo que haya marcado más anotaciones como visitante gana la eliminatoria si hay empate en la diferencia de goles. En caso de estar la eliminatoria empatada tras los 180 minutos de ambos partidos, la serie se decidió en una tanda de penaltis.
El club vencedor de la final y por lo tanto Campeón, fue aquel que en los dos partidos anote el mayor número de goles. En caso de empate en el total de goles, no se aplicaba la regla del gol de visitante, se jugaba una prórroga. Y si aún persistía el empate se realizaba una tanda de penales.
Para los octavos de final, los clubes que fueron sorteados del Bombo 1 (enumerados primeros) jugaron como visitantes primero, y luego fueron los anfitriones en el partido de vuelta.
Los ganadores de las series 1, 3, 5 y 7, fueron sede para los partidos de vuelta de los cuartos de final. Para las semifinales, los clubes fueron clasificados de acuerdo su desempeño (puntos ganados, diferencia de goles y goles anotados) en los octavos y cuartos de final, utilizando el procedimiento de desempate del campeonato.
El club mejor clasificado en cada serie de semifinales fue sede del partido de vuelta. El mismo procedimiento de desempate se aplicó para determinar quién fue sede del partido de vuelta de las finales.
El conjunto campeón de la competición y los mejores 5 equipos en la tabla final se clasificaron a la Liga de Campeones de la Concacaf 2020.

### Distribución de cupos
| Federación     | Total | Octavos | Preliminar |
| -------------- | ----- | ------- | ---------- |
| Costa Rica     | 3     | 2       | 1          |
| Honduras       | 3     | 2       | 1          |
| Panamá         | 3     | 2       | 1          |
| Guatemala      | 3     | 1       | 2          |
| El Salvador    | 3     | 1       | 2          |
| Nicaragua      | 2     | 1       | 1          |
| Belice         | 1     | -       | 1          |
| Canadá         | 1     | -       | 1          |
| Caribe         | 3     | 1       | 2          |
| Ronda anterior |       | 6       |            |
| Total          | 22    | 16      | 12         |

## Equipos participantes
| País                 | Equipo                                      | Vía de clasificación |
| -------------------- | ------------------------------------------- | --- |
| Costa Rica 3 plazas  | Herediano AD San Carlos Deportivo Saprissa  | Campeón del Torneo Apertura 2018 Campeón del Torneo Clausura 2019 Mejor subcampeón en la tabla acumulada Primera División de Costa Rica                                                                                     |
| Honduras 3 plazas    | Motagua Olimpia Marathón                    | Campeón del Torneo Apertura 2018 y campeón del Torneo Clausura 2019 Primer lugar de la tabla general del Campeonato de Primera División 2018-19 Tercer lugar de la tabla general del Campeonato de Primera División 2018-19 |
| Panamá 3 plazas      | Tauro Atlético Independiente San Francisco  | Campeón del Torneo Apertura 2018 Campeón del Torneo Clausura 2019 Mejor subcampeón de la temporada 2018-19 de la Liga Panameña de Fútbol                                                                                    |
| Guatemala 3 plazas   | Guastatoya Antigua Guatemala Comunicaciones | Campeón del Torneo Apertura 2018 Campeón del Torneo Clausura 2019 Mejor subcampeón de la tabla acumulada de la Liga Nacional 2018-19                                                                                        |
| El Salvador 3 plazas | Santa Tecla Águila Alianza                  | Campeón del Torneo Apertura 2018 Campeón del Torneo Clausura 2019 Mejor subcampeón de la Primera División de El Salvador 2018-19                                                                                            |
| Nicaragua 2 plazas   | Managua Real Estelí                         | Campeón del Torneo Apertura 2018 Campeón del Torneo Clausura 2019 |
| Belice 1 plaza       | Belmopan Bandits                            | Campeón con mejor posición en la tabla general de la Liga Premier de Belice 2018-19 |
| Canadá 1 plaza       | Forge                                       | Campeón del grupo clasificatorio a la Liga Concacaf del torneo de primavera de la Canadian Premier League 2019 |
| Caribe 3 plazas      | Waterhouse Capoise Robinhood                | Subcampeón del Campeonato de Clubes de la CFU 2019 Tercer Lugar del Campeonato de Clubes de la CFU 2019 Ganador de la eliminatoria: Clubes CFU 2019 vs. campeón del Caribbean Shield 2019                                   |

## Sorteo
El sorteo se llevó a cabo el 30 de mayo de 2019, en la Ciudad de Guatemala a las 18:00 hora local. Duró aproximadamente 50 minutos, en la ceremonia se expuso el nuevo formato del torneo.

## Ronda preliminar
| Bombo 1            | Bombo 2          |
| ------------------ | ---------------- |
| Santa Tecla FC     | Alianza FC       |
| Deportivo Saprissa | Real Estelí FC   |
| CD Marathón        | Robinhood        |
| Antigua GFC        | Comunicaciones   |
| San Francisco      | Belmopan Bandits |
| AS Capoise         | Forge FC         |

### Partidos
| 1 de agosto de 2019, 20:00 (UTC-4) | Alianza FC                                                                   | 5:1 (3:1) | San Francisco | Estadio Cuscatlán, San Salvador |                         |
|                                    | Jiménez 15' · Peñaranda 25' · Cabrera 35' (a.g.) · Monterrosa 75' · Soto 81' | Reporte   | Cabrera 42'   | Árbitro(s): Bryan López         | Árbitro(s): Bryan López |

| 8 de agosto de 2019, 20:00 (UTC-4) | San Francisco | 0:1 (0:0) | Alianza FC | Estadio Agustín Muquita Sánchez, La Chorrera |                           |
|                                    |               | Reporte   | Cerén 77'  | Árbitro(s): Diego Montaño                    | Árbitro(s): Diego Montaño |

- Avanza Alianza FC a la siguiente ronda por marcador (Global: 6-1).

| 31 de julio de 2019, 20:00 (UTC-4) | Robinhood | 0:0     | AS Capoise | Estadio André Kamperveen, Paramaribo |                              |
|                                    |           | Reporte |            | Árbitro(s): Okeito Nicholson         | Árbitro(s): Okeito Nicholson |

| 7 de agosto de 2019, 20:00 (UTC-4) | AS Capoise         | 1:1 (1:0) | Robinhood    | Estadio Sylvio Cator, Puerto Príncipe |                        |
|                                    | Kohinor 22' (a.g.) | Reporte   | Da Costa 79' | Árbitro(s): Reon Radix                | Árbitro(s): Reon Radix |

- Avanza Robinhood a la siguiente ronda por gol de visitante (Global: 1-1).

| 31 de julio de 2019, 22:00 (UTC-4) | Belmopan Bandits | 1:3 (1:3) | Deportivo Saprissa           | Isidoro Beaton Stadium, Belmopán |                             |
|                                    | James 34'        | Reporte   | Ugalde 13' 44' · Venegas 42' | Árbitro(s): Nitzar Sandoval      | Árbitro(s): Nitzar Sandoval |

| 7 de agosto de 2019, 22:00 (UTC-4) | Deportivo Saprissa                                  | 3:1 (0:1) | Belmopan Bandits | Estadio Ricardo Saprissa Aymá, San José |                         |
|                                    | J. Martínez 54' · Bolaños 83' · Ugalde 90+3' (pen.) | Reporte   | H. Martínez 38'  | Árbitro(s): José Torres                 | Árbitro(s): José Torres |

- Avanza Deportivo Saprissa a la siguiente ronda por marcador (Global: 6-2).

| 1 de agosto de 2019, 18:00 (UTC-4) | Forge FC                      | 2:1 (0:1) | Antigua GFC | Tim Hortons Field, Hamilton       |                                   |
|                                    | Krutzen 46' · Choinière 90+1' | Reporte   | Pacheco 33' | Árbitro(s): Juan Gabriel Calderón | Árbitro(s): Juan Gabriel Calderón |

| 8 de agosto de 2019, 20:00 (UTC-4) | Antigua GFC | 0:0     | Forge FC | Estadio Doroteo Guamuch Flores, Guatemala |                          |
|                                    |             | Reporte |          | Árbitro(s): Randy Solano                  | Árbitro(s): Randy Solano |

- Avanza Forge FC a la siguiente ronda por marcador (Global: 2-1).

| 1 de agosto de 2019, 22:00 (UTC-4) | Comunicaciones            | 2:1 (0:1) | Marathón  | Estadio Doroteo Guamuch Flores, Ciudad de Guatemala |                           |
|                                    | Gordillo 47' · Vargas 54' | Reporte   | Solano 5' | Árbitro(s): Oshane Nation                           | Árbitro(s): Oshane Nation |

| 8 de agosto de 2019, 22:00 (UTC-4) | Marathón     | 1:1 (0:0) | Comunicaciones | Estadio Olímpico Metropolitano, San Pedro Sula |                            |
|                                    | Arboleda 80' | Reporte   | Hernández 89'  | Árbitro(s): Ismael Cornejo                     | Árbitro(s): Ismael Cornejo |

- Avanza Comunicaciones a la siguiente ronda por marcador (Global: 3-2).

| 30 de julio de 2019, 22:00 (UTC-4) | Real Estelí              | 2:1 (1:1) | Santa Tecla | Estadio Nacional, Managua  |                            |
|                                    | Barroca 8' · Barrera 59' | Reporte   | Flores 34'  | Árbitro(s): Rubiel Vazquez | Árbitro(s): Rubiel Vazquez |

| 6 de agosto de 2019, 22:00 (UTC-4) | Santa Tecla | 1:0 (1:0) | Real Estelí | Estadio Las Delicias, Santa Tecla |                             |
|                                    | Polo 9'     | Reporte   |             | Árbitro(s): Tristley Bassue       | Árbitro(s): Tristley Bassue |

- Avanza Santa Tecla a la siguiente ronda por gol de visitante (Global: 2-2).

## Ronda final
| Bombo 3                | Bombo 4            |
| ---------------------- | ------------------ |
| Herediano              | Managua            |
| San Carlos             | Waterhouse         |
| Motagua                | Alianza FC         |
| Olimpia                | Robinhood          |
| Tauro                  | Deportivo Saprissa |
| Atlético Independiente | Forge FC           |
| Águila                 | Comunicaciones     |
| Guastatoya             | Santa Tecla        |

### Cuadro de desarrollo
|  | Octavos de final                                     | Octavos de final                                     | Octavos de final                                     |                    |   | Cuartos de final                                        | Cuartos de final                                        | Cuartos de final                                        |  |  | Semifinales                                | Semifinales                                | Semifinales                                |  |  | Final                                         | Final                                         | Final                                         |
|  | 20 al 22 de agosto (ida) 27 al 29 de agosto (vuelta) | 20 al 22 de agosto (ida) 27 al 29 de agosto (vuelta) | 20 al 22 de agosto (ida) 27 al 29 de agosto (vuelta) |                    |   | 24 al 26 de septiembre (ida) 1 al 3 de octubre (vuelta) | 24 al 26 de septiembre (ida) 1 al 3 de octubre (vuelta) | 24 al 26 de septiembre (ida) 1 al 3 de octubre (vuelta) |  |  | 24 de octubre (ida) 31 de octubre (vuelta) | 24 de octubre (ida) 31 de octubre (vuelta) | 24 de octubre (ida) 31 de octubre (vuelta) |  |  | 7 de noviembre (ida) 26 de noviembre (vuelta) | 7 de noviembre (ida) 26 de noviembre (vuelta) | 7 de noviembre (ida) 26 de noviembre (vuelta) |
|  |                                                      |                                                      |                                                      |                    |   |                                                         |                                                         |                                                         |  |  |                                            |                                            |                                            |  |  |                                               |                                               |                                               |
|  |                                                      |                                                      |                                                      |                    |   |                                                         |                                                         |                                                         |  |  |                                            |                                            |                                            |  |  |                                               |                                               |                                               |
|  |                                                      |                                                      |                                                      |                    |   |                                                         |                                                         |                                                         |  |  |                                            |                                            |                                            |  |  |                                               |                                               |                                               |
|  | Motagua                                              | 2                                                    | 1                                                    |                    |   |                                                         |                                                         |                                                         |  |  |                                            |                                            |                                            |  |  |                                               |                                               |                                               |
|  | Motagua                                              | 2                                                    | 1                                                    |                    |   |                                                         |                                                         |                                                         |  |  |                                            |                                            |                                            |  |  |                                               |                                               |                                               |
|  | Managua                                              | 1                                                    | 1                                                    |                    |   |                                                         |                                                         |                                                         |  |  |                                            |                                            |                                            |  |  |                                               |                                               |                                               |
|  | Managua                                              | 1                                                    | 1                                                    | Motagua            | 2 | 0                                                       |                                                         |                                                         |  |  |                                            |                                            |                                            |  |  |                                               |                                               |                                               |
|  |                                                      |                                                      |                                                      |                    | 2 | 0                                                       |                                                         |                                                         |  |  |                                            |                                            |                                            |  |  |                                               |                                               |                                               |
|  |                                                      | Waterhouse                                           | 0                                                    | 0                  |   |                                                         |                                                         |                                                         |  |  |                                            |                                            |                                            |  |  |                                               |                                               |                                               |
|  | Herediano                                            | Waterhouse                                           | 0                                                    | 0                  | 1 | 1 (6)                                                   |                                                         |                                                         |  |  |                                            |                                            |                                            |  |  |                                               |                                               |                                               |
|  | Herediano                                            |                                                      |                                                      |                    | 1 | 1 (6)                                                   |                                                         |                                                         |  |  |                                            |                                            |                                            |  |  |                                               |                                               |                                               |
|  | Waterhouse (p.)                                      | 1                                                    | 1 (7)                                                |                    |   |                                                         |                                                         |                                                         |  |  |                                            |                                            |                                            |  |  |                                               |                                               |                                               |
|  | Waterhouse (p.)                                      | 1                                                    | 1 (7)                                                | Motagua            | 1 | 3                                                       |                                                         |                                                         |  |  |                                            |                                            |                                            |  |  |                                               |                                               |                                               |
|  |                                                      |                                                      |                                                      |                    | 1 | 3                                                       |                                                         |                                                         |  |  |                                            |                                            |                                            |  |  |                                               |                                               |                                               |
|  |                                                      | Alianza FC                                           | 1                                                    | 0                  |   |                                                         |                                                         |                                                         |  |  |                                            |                                            |                                            |  |  |                                               |                                               |                                               |
|  | San Carlos (p.)                                      | Alianza FC                                           | 1                                                    | 0                  | 0 | 0 (4)                                                   |                                                         |                                                         |  |  |                                            |                                            |                                            |  |  |                                               |                                               |                                               |
|  | San Carlos (p.)                                      |                                                      |                                                      |                    | 0 | 0 (4)                                                   |                                                         |                                                         |  |  |                                            |                                            |                                            |  |  |                                               |                                               |                                               |
|  | Santa Tecla                                          | 0                                                    | 0 (2)                                                |                    |   |                                                         |                                                         |                                                         |  |  |                                            |                                            |                                            |  |  |                                               |                                               |                                               |
|  | Santa Tecla                                          | 0                                                    | 0 (2)                                                | San Carlos         | 0 | 1                                                       |                                                         |                                                         |  |  |                                            |                                            |                                            |  |  |                                               |                                               |                                               |
|  |                                                      |                                                      |                                                      |                    | 0 | 1                                                       |                                                         |                                                         |  |  |                                            |                                            |                                            |  |  |                                               |                                               |                                               |
|  |                                                      | Alianza FC                                           | 2                                                    | 0                  |   |                                                         |                                                         |                                                         |  |  |                                            |                                            |                                            |  |  |                                               |                                               |                                               |
|  | Tauro                                                | Alianza FC                                           | 2                                                    | 0                  | 0 | 1                                                       |                                                         |                                                         |  |  |                                            |                                            |                                            |  |  |                                               |                                               |                                               |
|  | Tauro                                                |                                                      |                                                      |                    | 0 | 1                                                       |                                                         |                                                         |  |  |                                            |                                            |                                            |  |  |                                               |                                               |                                               |
|  | Alianza FC                                           | 2                                                    | 0                                                    |                    |   |                                                         |                                                         |                                                         |  |  |                                            |                                            |                                            |  |  |                                               |                                               |                                               |
|  | Alianza FC                                           | 2                                                    | 0                                                    | Motagua            | 0 | 0                                                       |                                                         |                                                         |  |  |                                            |                                            |                                            |  |  |                                               |                                               |                                               |
|  |                                                      |                                                      |                                                      |                    | 0 | 0                                                       |                                                         |                                                         |  |  |                                            |                                            |                                            |  |  |                                               |                                               |                                               |
|  |                                                      | Deportivo Saprissa                                   | 1                                                    | 0                  |   |                                                         |                                                         |                                                         |  |  |                                            |                                            |                                            |  |  |                                               |                                               |                                               |
|  | Independiente                                        | Deportivo Saprissa                                   | 1                                                    | 0                  | 1 | 2                                                       |                                                         |                                                         |  |  |                                            |                                            |                                            |  |  |                                               |                                               |                                               |
|  | Independiente                                        |                                                      |                                                      |                    | 1 | 2                                                       |                                                         |                                                         |  |  |                                            |                                            |                                            |  |  |                                               |                                               |                                               |
|  | Robinhood                                            | 1                                                    | 1                                                    |                    |   |                                                         |                                                         |                                                         |  |  |                                            |                                            |                                            |  |  |                                               |                                               |                                               |
|  | Robinhood                                            | 1                                                    | 1                                                    | Independiente      | 2 | 0                                                       |                                                         |                                                         |  |  |                                            |                                            |                                            |  |  |                                               |                                               |                                               |
|  |                                                      |                                                      |                                                      |                    | 2 | 0                                                       |                                                         |                                                         |  |  |                                            |                                            |                                            |  |  |                                               |                                               |                                               |
|  |                                                      | Deportivo Saprissa                                   | 3                                                    | 1                  |   |                                                         |                                                         |                                                         |  |  |                                            |                                            |                                            |  |  |                                               |                                               |                                               |
|  | Águila                                               | Deportivo Saprissa                                   | 3                                                    | 1                  | 0 | 1                                                       |                                                         |                                                         |  |  |                                            |                                            |                                            |  |  |                                               |                                               |                                               |
|  | Águila                                               |                                                      |                                                      |                    | 0 | 1                                                       |                                                         |                                                         |  |  |                                            |                                            |                                            |  |  |                                               |                                               |                                               |
|  | Deportivo Saprissa                                   | 2                                                    | 0                                                    |                    |   |                                                         |                                                         |                                                         |  |  |                                            |                                            |                                            |  |  |                                               |                                               |                                               |
|  | Deportivo Saprissa                                   | 2                                                    | 0                                                    | Deportivo Saprissa | 0 | 4                                                       |                                                         |                                                         |  |  |                                            |                                            |                                            |  |  |                                               |                                               |                                               |
|  |                                                      |                                                      |                                                      |                    | 0 | 4                                                       |                                                         |                                                         |  |  |                                            |                                            |                                            |  |  |                                               |                                               |                                               |
|  |                                                      | Olimpia                                              | 2                                                    | 1                  |   |                                                         |                                                         |                                                         |  |  |                                            |                                            |                                            |  |  |                                               |                                               |                                               |
|  | Guastatoya                                           | Olimpia                                              | 2                                                    | 1                  | 1 | 0                                                       |                                                         |                                                         |  |  |                                            |                                            |                                            |  |  |                                               |                                               |                                               |
|  | Guastatoya                                           |                                                      |                                                      |                    | 1 | 0                                                       |                                                         |                                                         |  |  |                                            |                                            |                                            |  |  |                                               |                                               |                                               |
|  | Comunicaciones                                       | 2                                                    | 0                                                    |                    |   |                                                         |                                                         |                                                         |  |  |                                            |                                            |                                            |  |  |                                               |                                               |                                               |
|  | Comunicaciones                                       | 2                                                    | 0                                                    | Comunicaciones     | 0 | 0                                                       |                                                         |                                                         |  |  |                                            |                                            |                                            |  |  |                                               |                                               |                                               |
|  |                                                      |                                                      |                                                      |                    | 0 | 0                                                       |                                                         |                                                         |  |  |                                            |                                            |                                            |  |  |                                               |                                               |                                               |
|  |                                                      | Olimpia                                              | 2                                                    | 0                  |   |                                                         |                                                         |                                                         |  |  |                                            |                                            |                                            |  |  |                                               |                                               |                                               |
|  | Olimpia                                              | Olimpia                                              | 2                                                    | 0                  | 0 | 4                                                       |                                                         |                                                         |  |  |                                            |                                            |                                            |  |  |                                               |                                               |                                               |
|  | Olimpia                                              |                                                      |                                                      |                    | 0 | 4                                                       |                                                         |                                                         |  |  |                                            |                                            |                                            |  |  |                                               |                                               |                                               |
|  | Forge FC                                             | 1                                                    | 1                                                    |                    |   |                                                         |                                                         |                                                         |  |  |                                            |                                            |                                            |  |  |                                               |                                               |                                               |

### Octavos de final
| 20 de agosto de 2019, 22:00 (UTC-6) | Managua     | 1:2 (0:1) | Motagua                            | Estadio Nacional de Fútbol de Nicaragua, Managua |                        |
|                                     | Lardiés 51' | Reporte   | Fuentes 19' (a.g.) · Maldonado 59' | Árbitro(s): John Pittí                           | Árbitro(s): John Pittí |

| 27 de agosto de 2019, 22:00 (UTC-6) | Motagua            | 1:1 (1:1) | Managua     | Estadio Olímpico Metropolitano, San Pedro Sula |                            |
|                                     | Moreira 37' (pen.) | Reporte   | Peralta 16' | Árbitro(s): Ismael Cornejo                     | Árbitro(s): Ismael Cornejo |

| 22 de agosto de 2019, 18:00 (UTC-5) | Waterhouse  | 1:1 (1:1) | Herediano | Independence Park, Kingston |                         |
|                                     | Fletcher 3' | Reporte   | Brown 17' | Árbitro(s): Jose Kellys     | Árbitro(s): Jose Kellys |

| 29 de agosto de 2019, 20:00 (UTC-6) | Herediano                                                                              | 1:1 (1:1) (6:7 p.)         | Waterhouse                                                                            | Estadio Eladio Rosabal Cordero, Heredia |                            |
|                                     | Tejeda 2'                                                                              | Reporte                    | Murray 28'                                                                            | Árbitro(s): Oliver Vergara              | Árbitro(s): Oliver Vergara |
|                                     |                                                                                        | Tiros desde el punto penal |                                                                                       |                                         |                            |
|                                     | Magaña · González · Tejeda · Torres · F. Rodríguez · Álvarez · Soto · Brown · Alvarado |                            | Stewart · Simpson · Finlayson · Binns · Williams · Miller · Murray · Lawes · Chambers |                                         |                            |

| 20 de agosto de 2019, 20:00 (UTC-6) | Santa Tecla | 0:0     | San Carlos | Estadio Las Delicias, Santa Tecla |                            |
|                                     |             | Reporte |            | Árbitro(s): Oliver Vergara        | Árbitro(s): Oliver Vergara |

| 27 de agosto de 2019, 20:00 (UTC-6) | San Carlos                                         | 0:0 (4:2 p.)               | Santa Tecla                                   | Estadio Alejandro Morera Soto, Alajuela |                         |
|                                     |                                                    | Reporte                    |                                               | Árbitro(s): Jorge Pérez                 | Árbitro(s): Jorge Pérez |
|                                     |                                                    | Tiros desde el punto penal |                                               |                                         |                         |
|                                     | Saborío · Segnini · O. Rodríguez · Pérez · Arrieta |                            | Cienfuegos · Torres Peña · Domínguez · Rivera |                                         |                         |

| 22 de agosto de 2019, 22:00 (UTC-6) | Alianza FC                 | 2:0 (1:0) | Tauro | Estadio Cuscatlán, San Salvador |                          |
|                                     | Peñaranda 38' · Mancía 57' | Reporte   |       | Árbitro(s): Walter López        | Árbitro(s): Walter López |

| 29 de agosto de 2019, 20:00 (UTC-5) | Tauro      | 1:0 (1:0) | Alianza FC | Estadio Rommel Fernández, Panamá |                          |
|                                     | Gondola 4' | Reporte   |            | Árbitro(s): Jair Marrufo         | Árbitro(s): Jair Marrufo |

| 20 de agosto de 2019, 20:00 (UTC-3) | Robinhood   | 1:1 (0:0) | Atlético Independiente | Estadio André Kamperveen, Paramaribo |                              |
|                                     | Cairo 90+3' | Reporte   | Fajardo 77' (pen.)     | Árbitro(s): Ricangel de Leça         | Árbitro(s): Ricangel de Leça |

| 27 de agosto de 2019, 20:00 (UTC-5) | Atlético Independiente     | 2:1 (2:0) | Robinhood   | Estadio Agustín Muquita Sánchez, La Chorrera |                             |
|                                     | Cocanegra 8' · Fajardo 35' | Reporte   | Rosebel 78' | Árbitro(s): Tristley Bassue                  | Árbitro(s): Tristley Bassue |

| 21 de agosto de 2019, 22:00 (UTC-6) | Deportivo Saprissa                   | 2:0 (2:0) | Águila | Estadio Ricardo Saprissa Aymá, Tibás |                          |
|                                     | Venegas 38' (pen.) · Barrantes 45+2' | Reporte   |        | Árbitro(s): David Gantor             | Árbitro(s): David Gantor |

| 28 de agosto de 2019, 22:00 (UTC-6) | Águila       | 1:0 (0:0) | Deportivo Saprissa | Estadio Cuscatlán, San Salvador |                             |
|                                     | Castillo 78' | Reporte   |                    | Árbitro(s): Adonai Escobedo     | Árbitro(s): Adonai Escobedo |

| 21 de agosto de 2019, 22:00 (UTC-6) | Comunicaciones                    | 2:1 (0:1) | Guastatoya   | Estadio Doroteo Guamuch Flores, Ciudad de Guatemala |                             |
|                                     | Herrera 53' (pen.) · Gordillo 79' | Reporte   | Herrarte 17' | Árbitro(s): Benjamín Pineda                         | Árbitro(s): Benjamín Pineda |

| 28 de agosto de 2019, 22:00 (UTC-6) | Guastatoya | 0:0     | Comunicaciones | Estadio Doroteo Guamuch Flores, Ciudad de Guatemala |                           |
|                                     |            | Reporte |                | Árbitro(s): Oshane Nation                           | Árbitro(s): Oshane Nation |

| 22 de agosto de 2019, 20:00 (UTC-4) | Forge FC | 1:0 (1:0) | Olimpia | Tim Hortons Field, Hamilton |                         |
|                                     | Nanco 4' | Reporte   |         | Árbitro(s): José Torres     | Árbitro(s): José Torres |

| 29 de agosto de 2019, 22:00 (UTC-6) | Olimpia                                              | 4:1 (2:0) | Forge FC      | Estadio Olímpico Metropolitano, San Pedro Sula |                            |
|                                     | Ferrari 30' · Flores 42' · Lacayo 75' · Bengtson 79' | Reporte   | Choinière 88' | Árbitro(s): Henry Bejarano                     | Árbitro(s): Henry Bejarano |

### Cuartos de final
| 25 de septiembre de 2019, 22:00 (UTC-6) | Waterhouse | 0:2 (0:0) | Motagua                 | Parque Independence, Kingston |                        |
|                                         |            | Reporte   | Pereira 66' · López 71' | Árbitro(s): Reon Radix        | Árbitro(s): Reon Radix |

| 2 de octubre de 2019, 22:00 (UTC-6) | Motagua | 0:0     | Waterhouse | Estadio Olímpico Metropolitano, San Pedro Sula |                          |
|                                     |         | Reporte |            | Árbitro(s): Walter López                       | Árbitro(s): Walter López |

| 26 de septiembre de 2019, 20:00 (UTC-6) | Alianza FC                     | 2:0 (1:0) | San Carlos | Estadio Cuscatlán, San Salvador |                        |
|                                         | Peñaranda 16' · Monterrosa 68' | Reporte   |            | Árbitro(s): John Pittí          | Árbitro(s): John Pittí |

| 3 de octubre de 2019, 20:00 (UTC-6) | San Carlos | 1:0 (0:0) | Alianza FC | Estadio Alejandro Morera Soto, Alajuela |                           |
|                                     | Brenes 86' | Reporte   |            | Árbitro(s): Mario Escobar               | Árbitro(s): Mario Escobar |

| 26 de septiembre de 2019, 22:00 (UTC-6)                           | Olimpia                              | 2:0 (2:0) | Comunicaciones | Estadio Olímpico Metropolitano, San Pedro Sula |  |
|                                                                   | Matías Garrido 1' · Ever Alvarado 5' |           |                |                                                |  |
| Garrido anotó el gol más rápido en la historia de la competición. |                                      |           |                |                                                |  |

| 1 de octubre de 2019, 22:00 (UTC-6) | Comunicaciones | 0:0 | Olimpia | Estadio Doroteo Guamuch Flores, Ciudad de Guatemala |  |

| 24 de septiembre de 2019, 22:00 (UTC-6) | Deportivo Saprissa             | 3:2 (2:0) | Atlético Independiente   | Estadio Ricardo Saprissa Aymá, Tibás |                         |
|                                         | Venegas 17' 45+1' 90+2' (pen.) | Reporte   | Aguilar 48' · Browne 61' | Árbitro(s): Iván Barton              | Árbitro(s): Iván Barton |

| 1 de octubre de 2019, 22:00 (UTC-5) | Atlético Independiente | 0:1 (0:0) | Deportivo Saprissa | Estadio Agustín Muquita Sánchez, La Chorrera |                            |
|                                     |                        | Reporte   | Venegas 56'        | Árbitro(s): Ismael Cornejo                   | Árbitro(s): Ismael Cornejo |

### Semifinales
| 24 de octubre de 2019, 22:00 (UTC-6) | Alianza FC      | 1:1 (1:1) | Motagua   | Estadio Cuscatlán, San Salvador |                         |
|                                      | Peñaranda 45+2' | Reporte   | Montes 4' | Árbitro(s): José Kellys         | Árbitro(s): José Kellys |

| 31 de octubre de 2019, 20:00 (UTC-6) | Motagua                                  | 3:0 (2:0) | Alianza FC | Estadio Olímpico Metropolitano, San Pedro Sula |                               |
|                                      | Vega 31' · Montes 36' · Estigarribia 88' | Reporte   |            | Árbitro(s): Fernando Guerrero                  | Árbitro(s): Fernando Guerrero |

| 24 de octubre de 2019, 20:00 (UTC-6) | Olimpia          | 2:0 (1:0) | Deportivo Saprissa | Estadio Olímpico Metropolitano, San Pedro Sula |                            |
|                                      | Benguché 24' 80' | Reporte   |                    | Árbitro(s): Ismael Cornejo                     | Árbitro(s): Ismael Cornejo |

| 31 de octubre de 2019, 22:00 (UTC-6) | Deportivo Saprissa                          | 4:1 (1:0) | Olimpia     | Estadio Ricardo Saprissa Aymá, Tibás |                           |
|                                      | Ugalde 31' · Angulo 69' 85' · Ramírez 90+5' | Reporte   | Álvarez 62' | Árbitro(s): Ismail Elfath            | Árbitro(s): Ismail Elfath |

### Final

#### Ida
| 13    | POR   | Aarón Cruz         |     |
| 3     | DEF   | Yostin Salinas     |     |
| 32    | DEF   | Alexander Robinson |     |
| 52    | DEF   | Aubrey David       |     |
| 12    | DEF   | Ricardo Blanco     |     |
| 11    | MED   | Michael Barrantes  |     |
| 10    | MED   | Marvin Angulo      | 77' |
| 2     | MED   | Christian Bolaños  | 84' |
| 8     | MED   | Randall Leal       |     |
| 7     | DEL   | Johan Venegas      |     |
| 27    | DEL   | Manfred Ugalde     | 70' |
| D. T. | D. T. | Walter Centeno     |     |

| 19    | POR   | Jonathan Rougier     |     |
| 2     | DEF   | Juan Pablo Montes    |     |
| 5     | DEF   | Marcelo Pereira      |     |
| 17    | DEF   | Denil Maldonado      |     |
| 24    | DEF   | Omar Elvir           |     |
| 34    | MED   | Kevin López          | 46' |
| 3     | MED   | Emilio Izaguirre     |     |
| 16    | MED   | Héctor Castellanos   |     |
| 10    | MED   | Matías Galvaliz      | 71' |
| 21    | DEL   | Roberto Moreira      |     |
| 21    | DEL   | Marcelo Estigarribia | 81' |
| D. T. | D. T. | Diego Vásquez        |     |

| 9  | Delantero      | David Ramírez   | 70' |
| 33 | Centrocampista | Jaylon Hadden   | 77' |
| 24 | Centrocampista | Suhander Zúñiga | 84' |

| 8  | Centrocampista | Walter Martínez  | 46' |
| 27 | Defensa        | Félix Crisanto   | 71' |
| 11 | Delantero      | Marco Tulio Vega | 81' |

| 19' | Johan Venegas | 1:0 |

| 52' · 64' · 68' | Ricardo Blanco Yostin Salinas Michael Barrantes |

| 22' · 30' · 58' · 63' | Marlon Licona Emilio Izaguirre Matías Galvaliz Juan Pablo Montes |

| 75' | Yostin Salinas |

| Principal | Daneon Parchment |

| 13    | POR   | Aarón Cruz         |     |
| 3     | DEF   | Yostin Salinas     |     |
| 32    | DEF   | Alexander Robinson |     |
| 52    | DEF   | Aubrey David       |     |
| 12    | DEF   | Ricardo Blanco     |     |
| 11    | MED   | Michael Barrantes  |     |
| 10    | MED   | Marvin Angulo      | 77' |
| 2     | MED   | Christian Bolaños  | 84' |
| 8     | MED   | Randall Leal       |     |
| 7     | DEL   | Johan Venegas      |     |
| 27    | DEL   | Manfred Ugalde     | 70' |
| D. T. | D. T. | Walter Centeno     |     |

| 19    | POR   | Jonathan Rougier     |     |
| 2     | DEF   | Juan Pablo Montes    |     |
| 5     | DEF   | Marcelo Pereira      |     |
| 17    | DEF   | Denil Maldonado      |     |
| 24    | DEF   | Omar Elvir           |     |
| 34    | MED   | Kevin López          | 46' |
| 3     | MED   | Emilio Izaguirre     |     |
| 16    | MED   | Héctor Castellanos   |     |
| 10    | MED   | Matías Galvaliz      | 71' |
| 21    | DEL   | Roberto Moreira      |     |
| 21    | DEL   | Marcelo Estigarribia | 81' |
| D. T. | D. T. | Diego Vásquez        |     |

| 9  | Delantero      | David Ramírez   | 70' |
| 33 | Centrocampista | Jaylon Hadden   | 77' |
| 24 | Centrocampista | Suhander Zúñiga | 84' |

| 8  | Centrocampista | Walter Martínez  | 46' |
| 27 | Defensa        | Félix Crisanto   | 71' |
| 11 | Delantero      | Marco Tulio Vega | 81' |

| 19' | Johan Venegas | 1:0 |

| 52' · 64' · 68' | Ricardo Blanco Yostin Salinas Michael Barrantes |

| 22' · 30' · 58' · 63' | Marlon Licona Emilio Izaguirre Matías Galvaliz Juan Pablo Montes |

| 75' | Yostin Salinas |

| Principal | Daneon Parchment |

| 13    | POR   | Aarón Cruz         |     |
| 3     | DEF   | Yostin Salinas     |     |
| 32    | DEF   | Alexander Robinson |     |
| 52    | DEF   | Aubrey David       |     |
| 12    | DEF   | Ricardo Blanco     |     |
| 11    | MED   | Michael Barrantes  |     |
| 10    | MED   | Marvin Angulo      | 77' |
| 2     | MED   | Christian Bolaños  | 84' |
| 8     | MED   | Randall Leal       |     |
| 7     | DEL   | Johan Venegas      |     |
| 27    | DEL   | Manfred Ugalde     | 70' |
| D. T. | D. T. | Walter Centeno     |     |

| 19    | POR   | Jonathan Rougier     |     |
| 2     | DEF   | Juan Pablo Montes    |     |
| 5     | DEF   | Marcelo Pereira      |     |
| 17    | DEF   | Denil Maldonado      |     |
| 24    | DEF   | Omar Elvir           |     |
| 34    | MED   | Kevin López          | 46' |
| 3     | MED   | Emilio Izaguirre     |     |
| 16    | MED   | Héctor Castellanos   |     |
| 10    | MED   | Matías Galvaliz      | 71' |
| 21    | DEL   | Roberto Moreira      |     |
| 21    | DEL   | Marcelo Estigarribia | 81' |
| D. T. | D. T. | Diego Vásquez        |     |

| 9  | Delantero      | David Ramírez   | 70' |
| 33 | Centrocampista | Jaylon Hadden   | 77' |
| 24 | Centrocampista | Suhander Zúñiga | 84' |

| 8  | Centrocampista | Walter Martínez  | 46' |
| 27 | Defensa        | Félix Crisanto   | 71' |
| 11 | Delantero      | Marco Tulio Vega | 81' |

| 19' | Johan Venegas | 1:0 |

| 52' · 64' · 68' | Ricardo Blanco Yostin Salinas Michael Barrantes |

| 22' · 30' · 58' · 63' | Marlon Licona Emilio Izaguirre Matías Galvaliz Juan Pablo Montes |

| 75' | Yostin Salinas |

| Principal | Daneon Parchment |

| 13    | POR   | Aarón Cruz         |     |
| 3     | DEF   | Yostin Salinas     |     |
| 32    | DEF   | Alexander Robinson |     |
| 52    | DEF   | Aubrey David       |     |
| 12    | DEF   | Ricardo Blanco     |     |
| 11    | MED   | Michael Barrantes  |     |
| 10    | MED   | Marvin Angulo      | 77' |
| 2     | MED   | Christian Bolaños  | 84' |
| 8     | MED   | Randall Leal       |     |
| 7     | DEL   | Johan Venegas      |     |
| 27    | DEL   | Manfred Ugalde     | 70' |
| D. T. | D. T. | Walter Centeno     |     |

| 19    | POR   | Jonathan Rougier     |     |
| 2     | DEF   | Juan Pablo Montes    |     |
| 5     | DEF   | Marcelo Pereira      |     |
| 17    | DEF   | Denil Maldonado      |     |
| 24    | DEF   | Omar Elvir           |     |
| 34    | MED   | Kevin López          | 46' |
| 3     | MED   | Emilio Izaguirre     |     |
| 16    | MED   | Héctor Castellanos   |     |
| 10    | MED   | Matías Galvaliz      | 71' |
| 21    | DEL   | Roberto Moreira      |     |
| 21    | DEL   | Marcelo Estigarribia | 81' |
| D. T. | D. T. | Diego Vásquez        |     |

| 9  | Delantero      | David Ramírez   | 70' |
| 33 | Centrocampista | Jaylon Hadden   | 77' |
| 24 | Centrocampista | Suhander Zúñiga | 84' |

| 8  | Centrocampista | Walter Martínez  | 46' |
| 27 | Defensa        | Félix Crisanto   | 71' |
| 11 | Delantero      | Marco Tulio Vega | 81' |

| 19' | Johan Venegas | 1:0 |

| 52' · 64' · 68' | Ricardo Blanco Yostin Salinas Michael Barrantes |

| 22' · 30' · 58' · 63' | Marlon Licona Emilio Izaguirre Matías Galvaliz Juan Pablo Montes |

| 75' | Yostin Salinas |

| Principal | Daneon Parchment |

#### Vuelta

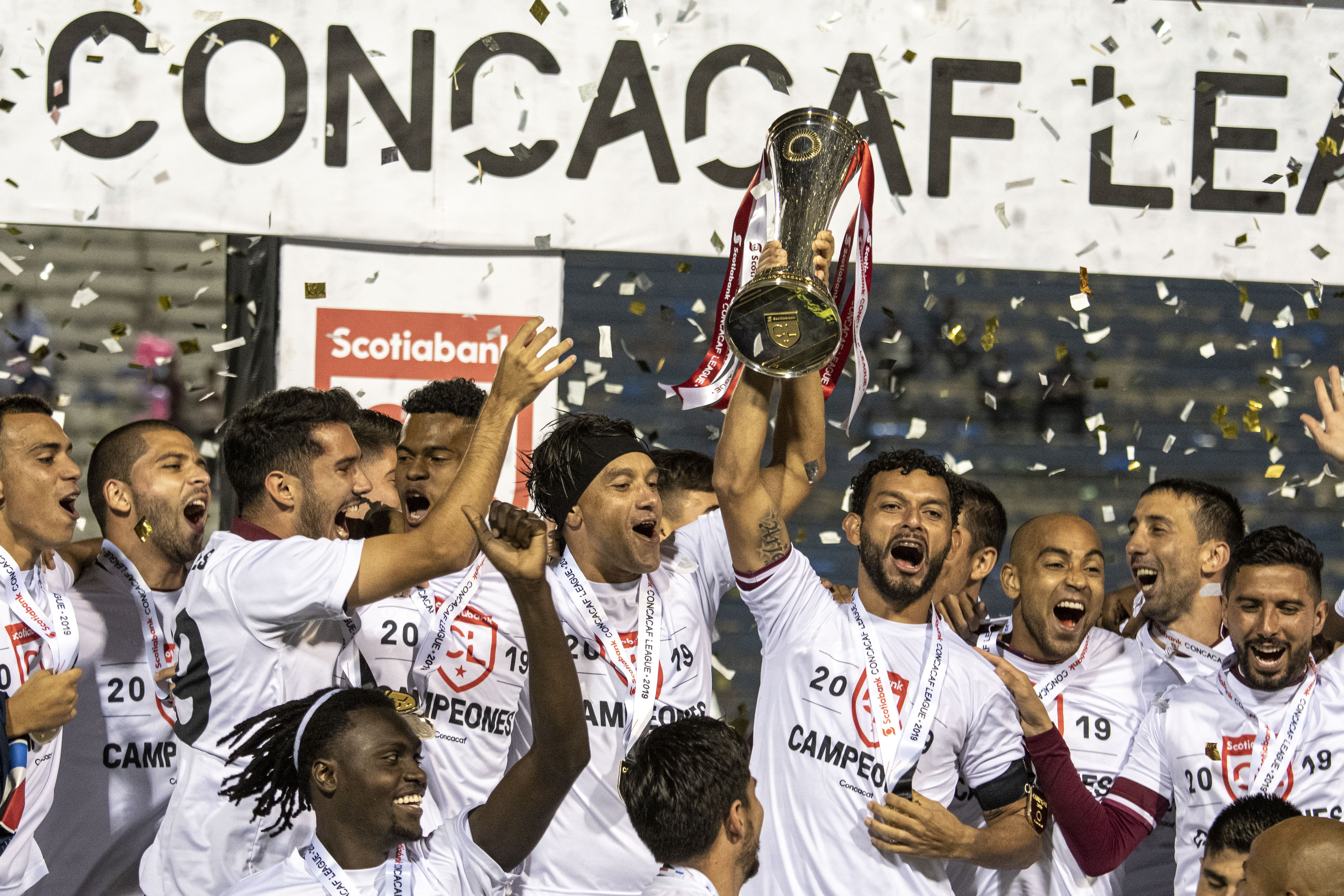
El Saprissa celebrando el título

| 19    | POR   | Jonathan Rougier     |     |
| 2     | DEF   | Juan Pablo Montes    |     |
| 3     | DEF   | Marcelo Pereira      | 46' |
| 17    | DEF   | Denil Maldonado      |     |
| 24    | DEF   | Omar Elvir           |     |
| 34    | MED   | Kevin López          |     |
| 3     | MED   | Emilio Izaguirre     | 63' |
| 10    | MED   | Matías Galvaliz      |     |
| 16    | MED   | Héctor Castellanos   |     |
| 22    | DEL   | Marcelo Estigarribia | 46' |
| 21    | DEL   | Roberto Moreira      |     |
| D. T. | D. T. | Diego Vásquez        |     |

| 13    | POR   | Aarón Cruz         |     |
| 12    | DEF   | Ricardo Blanco     |     |
| 52    | DEF   | Aubrey David       |     |
| 32    | DEF   | Alexander Robinson |     |
| 31    | DEF   | Roy Miller         |     |
| 11    | MED   | Michael Barrantes  | 84' |
| 10    | MED   | Marvin Angulo      | 78' |
| 2     | MED   | Christian Bolaños  |     |
| 8     | MED   | Randall Leal       |     |
| 7     | DEL   | Johan Venegas      |     |
| 27    | DEL   | Manfred Ugalde     | 63' |
| D. T. | D. T. | Walter Centeno     |     |

| 27 | Defensa        | Félix Crisanto   | 46' |
| 8  | Centrocampista | Marco Tulio Vega | 46' |
| 11 | Delantero      | Walter Martínez  | 63' |

| 20 | Centrocampista | Mariano Torres    | 84' |
| 5  | Defensa        | Jean Carlo Agüero | 78' |
| 9  | Delantero      | David Ramírez     | 63' |

| 83' · 90+3' | Ricardo Blanco Aarón Cruz |

| Principal | César Arturo Ramos |

| 19    | POR   | Jonathan Rougier     |     |
| 2     | DEF   | Juan Pablo Montes    |     |
| 3     | DEF   | Marcelo Pereira      | 46' |
| 17    | DEF   | Denil Maldonado      |     |
| 24    | DEF   | Omar Elvir           |     |
| 34    | MED   | Kevin López          |     |
| 3     | MED   | Emilio Izaguirre     | 63' |
| 10    | MED   | Matías Galvaliz      |     |
| 16    | MED   | Héctor Castellanos   |     |
| 22    | DEL   | Marcelo Estigarribia | 46' |
| 21    | DEL   | Roberto Moreira      |     |
| D. T. | D. T. | Diego Vásquez        |     |

| 13    | POR   | Aarón Cruz         |     |
| 12    | DEF   | Ricardo Blanco     |     |
| 52    | DEF   | Aubrey David       |     |
| 32    | DEF   | Alexander Robinson |     |
| 31    | DEF   | Roy Miller         |     |
| 11    | MED   | Michael Barrantes  | 84' |
| 10    | MED   | Marvin Angulo      | 78' |
| 2     | MED   | Christian Bolaños  |     |
| 8     | MED   | Randall Leal       |     |
| 7     | DEL   | Johan Venegas      |     |
| 27    | DEL   | Manfred Ugalde     | 63' |
| D. T. | D. T. | Walter Centeno     |     |

| 27 | Defensa        | Félix Crisanto   | 46' |
| 8  | Centrocampista | Marco Tulio Vega | 46' |
| 11 | Delantero      | Walter Martínez  | 63' |

| 20 | Centrocampista | Mariano Torres    | 84' |
| 5  | Defensa        | Jean Carlo Agüero | 78' |
| 9  | Delantero      | David Ramírez     | 63' |

| 83' · 90+3' | Ricardo Blanco Aarón Cruz |

| Principal | César Arturo Ramos |

| 19    | POR   | Jonathan Rougier     |     |
| 2     | DEF   | Juan Pablo Montes    |     |
| 3     | DEF   | Marcelo Pereira      | 46' |
| 17    | DEF   | Denil Maldonado      |     |
| 24    | DEF   | Omar Elvir           |     |
| 34    | MED   | Kevin López          |     |
| 3     | MED   | Emilio Izaguirre     | 63' |
| 10    | MED   | Matías Galvaliz      |     |
| 16    | MED   | Héctor Castellanos   |     |
| 22    | DEL   | Marcelo Estigarribia | 46' |
| 21    | DEL   | Roberto Moreira      |     |
| D. T. | D. T. | Diego Vásquez        |     |

| 13    | POR   | Aarón Cruz         |     |
| 12    | DEF   | Ricardo Blanco     |     |
| 52    | DEF   | Aubrey David       |     |
| 32    | DEF   | Alexander Robinson |     |
| 31    | DEF   | Roy Miller         |     |
| 11    | MED   | Michael Barrantes  | 84' |
| 10    | MED   | Marvin Angulo      | 78' |
| 2     | MED   | Christian Bolaños  |     |
| 8     | MED   | Randall Leal       |     |
| 7     | DEL   | Johan Venegas      |     |
| 27    | DEL   | Manfred Ugalde     | 63' |
| D. T. | D. T. | Walter Centeno     |     |

| 27 | Defensa        | Félix Crisanto   | 46' |
| 8  | Centrocampista | Marco Tulio Vega | 46' |
| 11 | Delantero      | Walter Martínez  | 63' |

| 20 | Centrocampista | Mariano Torres    | 84' |
| 5  | Defensa        | Jean Carlo Agüero | 78' |
| 9  | Delantero      | David Ramírez     | 63' |

| 83' · 90+3' | Ricardo Blanco Aarón Cruz |

| Principal | César Arturo Ramos |

| 19    | POR   | Jonathan Rougier     |     |
| 2     | DEF   | Juan Pablo Montes    |     |
| 3     | DEF   | Marcelo Pereira      | 46' |
| 17    | DEF   | Denil Maldonado      |     |
| 24    | DEF   | Omar Elvir           |     |
| 34    | MED   | Kevin López          |     |
| 3     | MED   | Emilio Izaguirre     | 63' |
| 10    | MED   | Matías Galvaliz      |     |
| 16    | MED   | Héctor Castellanos   |     |
| 22    | DEL   | Marcelo Estigarribia | 46' |
| 21    | DEL   | Roberto Moreira      |     |
| D. T. | D. T. | Diego Vásquez        |     |

| 13    | POR   | Aarón Cruz         |     |
| 12    | DEF   | Ricardo Blanco     |     |
| 52    | DEF   | Aubrey David       |     |
| 32    | DEF   | Alexander Robinson |     |
| 31    | DEF   | Roy Miller         |     |
| 11    | MED   | Michael Barrantes  | 84' |
| 10    | MED   | Marvin Angulo      | 78' |
| 2     | MED   | Christian Bolaños  |     |
| 8     | MED   | Randall Leal       |     |
| 7     | DEL   | Johan Venegas      |     |
| 27    | DEL   | Manfred Ugalde     | 63' |
| D. T. | D. T. | Walter Centeno     |     |

| 27 | Defensa        | Félix Crisanto   | 46' |
| 8  | Centrocampista | Marco Tulio Vega | 46' |
| 11 | Delantero      | Walter Martínez  | 63' |

| 20 | Centrocampista | Mariano Torres    | 84' |
| 5  | Defensa        | Jean Carlo Agüero | 78' |
| 9  | Delantero      | David Ramírez     | 63' |

| 83' · 90+3' | Ricardo Blanco Aarón Cruz |

| Principal | César Arturo Ramos |

|                            |
| Campeón Saprissa 1° título |

## Estadísticas

### Clasificados a laLiga de Campeones de la Concacaf 2020
| Club | Club           | Pts. | PJ | PG | PE | PP | GF | GC | Dif. |
| ---- | -------------- | ---- | -- | -- | -- | -- | -- | -- | ---- |
| 1    | Saprissa       | 16   | 8  | 5  | 1  | 2  | 11 | 6  | 5    |
| 2    | Motagua        | 13   | 8  | 3  | 4  | 1  | 9  | 4  | 5    |
| 3    | Olimpia        | 10   | 6  | 3  | 1  | 2  | 9  | 6  | 3    |
| 4    | Alianza        | 7    | 6  | 2  | 1  | 3  | 5  | 6  | -1   |
| 5    | Comunicaciones | 5    | 4  | 1  | 2  | 1  | 2  | 3  | -1   |
| 6    | San Carlos     | 5    | 4  | 1  | 2  | 1  | 1  | 2  | -1   |

### Clasificación general
| Club | Club                   | Pts. | PJ | PG | PE | PP | GF | GC | Dif. |
| ---- | ---------------------- | ---- | -- | -- | -- | -- | -- | -- | ---- |
| 1    | Saprissa               | 22   | 10 | 7  | 1  | 2  | 17 | 8  | 9    |
| 2    | Motagua                | 13   | 8  | 3  | 4  | 1  | 9  | 4  | 5    |
| 3    | Olimpia                | 10   | 6  | 3  | 1  | 2  | 9  | 6  | 3    |
| 4    | Alianza                | 7    | 6  | 2  | 1  | 3  | 5  | 6  | -1   |
| 5    | Comunicaciones         | 5    | 4  | 1  | 2  | 1  | 2  | 3  | -1   |
| 6    | San Carlos             | 5    | 4  | 1  | 2  | 1  | 1  | 2  | -1   |
| 7    | Waterhouse             | 5    | 4  | 1  | 2  | 1  | 2  | 4  | -2   |
| 8    | Atlético Independiente | 4    | 4  | 1  | 1  | 2  | 5  | 6  | -1   |
| 9    | Águila                 | 3    | 2  | 1  | 0  | 1  | 1  | 2  | -1   |
| 10   | Tauro                  | 3    | 2  | 1  | 0  | 1  | 1  | 2  | -1   |
| 11   | Forge                  | 3    | 4  | 2  | 1  | 1  | 4  | 5  | 2    |
| 12   | Herediano              | 2    | 2  | 0  | 2  | 0  | 2  | 2  | 0    |
| 13   | Santa Tecla            | 2    | 4  | 1  | 2  | 1  | 2  | 2  | 0    |
| 14   | Robinhood              | 1    | 4  | 0  | 3  | 1  | 3  | 4  | -1   |
| 15   | Managua                | 1    | 2  | 0  | 1  | 1  | 2  | 3  | -1   |
| 16   | Guastatoya             | 1    | 2  | 0  | 1  | 1  | 1  | 2  | -1   |
| 17   | Real Estelí            | 3    | 2  | 1  | 0  | 1  | 2  | 2  | 0    |
| 18   | AS Capoise             | 1    | 2  | 0  | 1  | 1  | 1  | 1  | 0    |
| 19   | Marathón               | 0    | 2  | 0  | 1  | 1  | 2  | 3  | -1   |
| 20   | Antigua Guatemala      | 0    | 2  | 0  | 1  | 1  | 1  | 2  | -1   |
| 21   | Belmopan Bandits       | 0    | 2  | 0  | 0  | 2  | 2  | 6  | -4   |
| 22   | San Francisco          | 0    | 2  | 0  | 0  | 2  | 1  | 6  | -5   |

### Goleadores

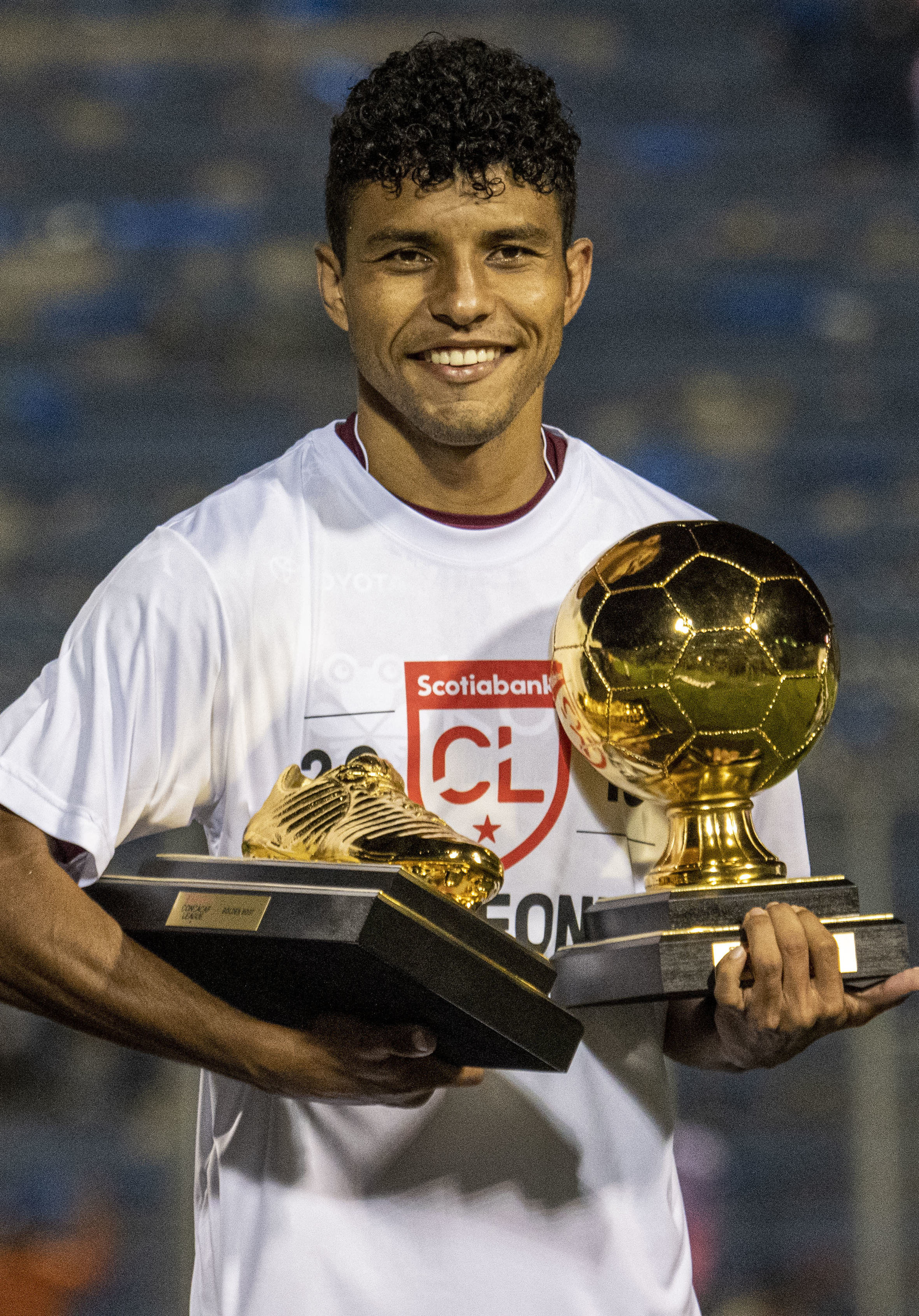

| Jugador           | Club                   |   | PJ |
| ----------------- | ---------------------- | - | -- |
| Johan Venegas     | Deportivo Saprissa     | 7 | 9  |
| Manfred Ugalde    | Deportivo Saprissa     | 4 | 8  |
| Raúl Peñaranda    | Alianza                | 4 | 8  |
| David Choinière   | Forge                  | 2 | 3  |
| José Fajardo      | Atlético Independiente | 2 | 4  |
| Gerardo Gordillo  | Comunicaciones         | 2 | 5  |
| Jorge Benguché    | Olimpia                | 2 | 6  |
| Marvin Angulo     | Deportivo Saprissa     | 2 | 7  |
| Marvin Monterrosa | Alianza                | 2 | 7  |
| Juan Pablo Montes | Motagua                | 2 | 8  |